# Scotonihütte
Die Scotonihütte (italienisch Rifugio Scotoni, ladinisch Ütia Scotoni) ist eine bewirtschaftete private Berghütte in der Fanesgruppe in Südtirol, Italien.

## Lage
Die 1967 aus der Lagazuoialm entstandene Scotonihütte liegt in einer Höhenlage von 1985 m s.l.m. am Südrand des Südtiroler Naturparks Fanes-Sennes-Prags im Talschluss von St. Kassian in den Dolomiten. Sie befindet sich auf einer geschützten kleinen Alm, der Alpe Lagazuoi, am Wanderweg Nr. 20, der vom Wanderparkplatz an der Capanna Alpina (1726 m) hinauf zum Lagazuoi und weiter zum Falzaregopass führt.

## Zustiege
- Von St. Kassian, 1540 m auf Weg 20 in 1 Stunde

## Nachbarhütten
- Zum Rifugio Lagazuoi, 2752 m auf Weg 20, 401 in 2 ½ Stunden
- Zur Faneshütte, 2752 m auf Weg 20, 20B, 11, 10 in 3 ½ Stunden

## Sehenswürdigkeiten
- Wenige Meter oberhalb der Hütte befindet sich die Lagazuoi-Kapelle, eine hölzerne Kapelle für die im Dolomitenkrieg Gefallenen und die durch Lawinen umgekommenen Soldaten. An der im Juni 1916 geweihten Kapelle lag der mittlerweile aufgelassene Lagazuoifriedhof. Die sterblichen Überreste der österreichisch-ungarischen Gefallenen wurden in der Nachkriegszeit in die Kriegsgräberstätte Pordoi am Pordoijoch umgebettet.[1]
- Etwa 0,5 km weiter bergauf liegt der kleine und fischreiche Lagazuoisee.

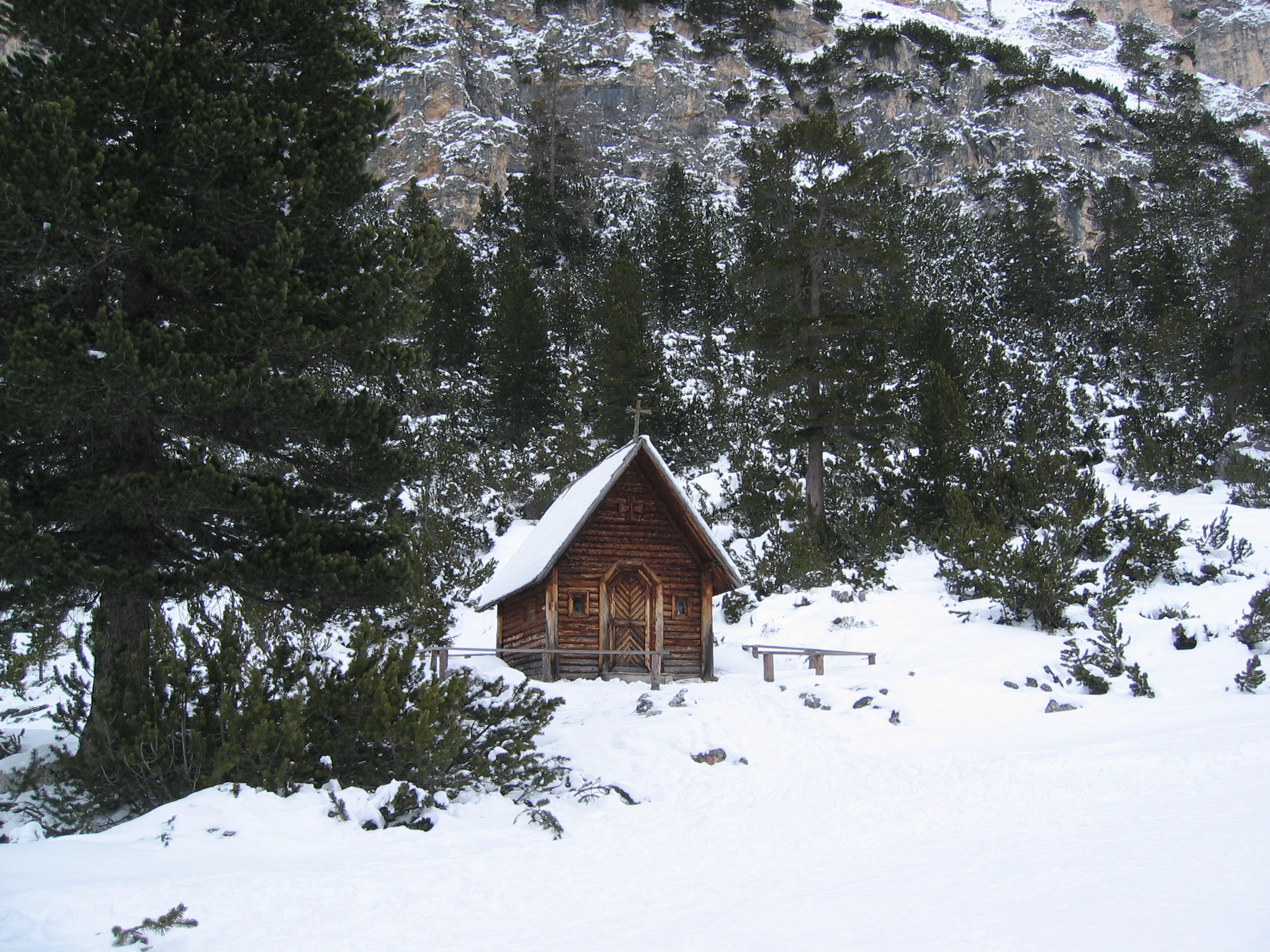
Die Lagazuoi-Kapelle, wenige Meter oberhalb der Scotonihütte
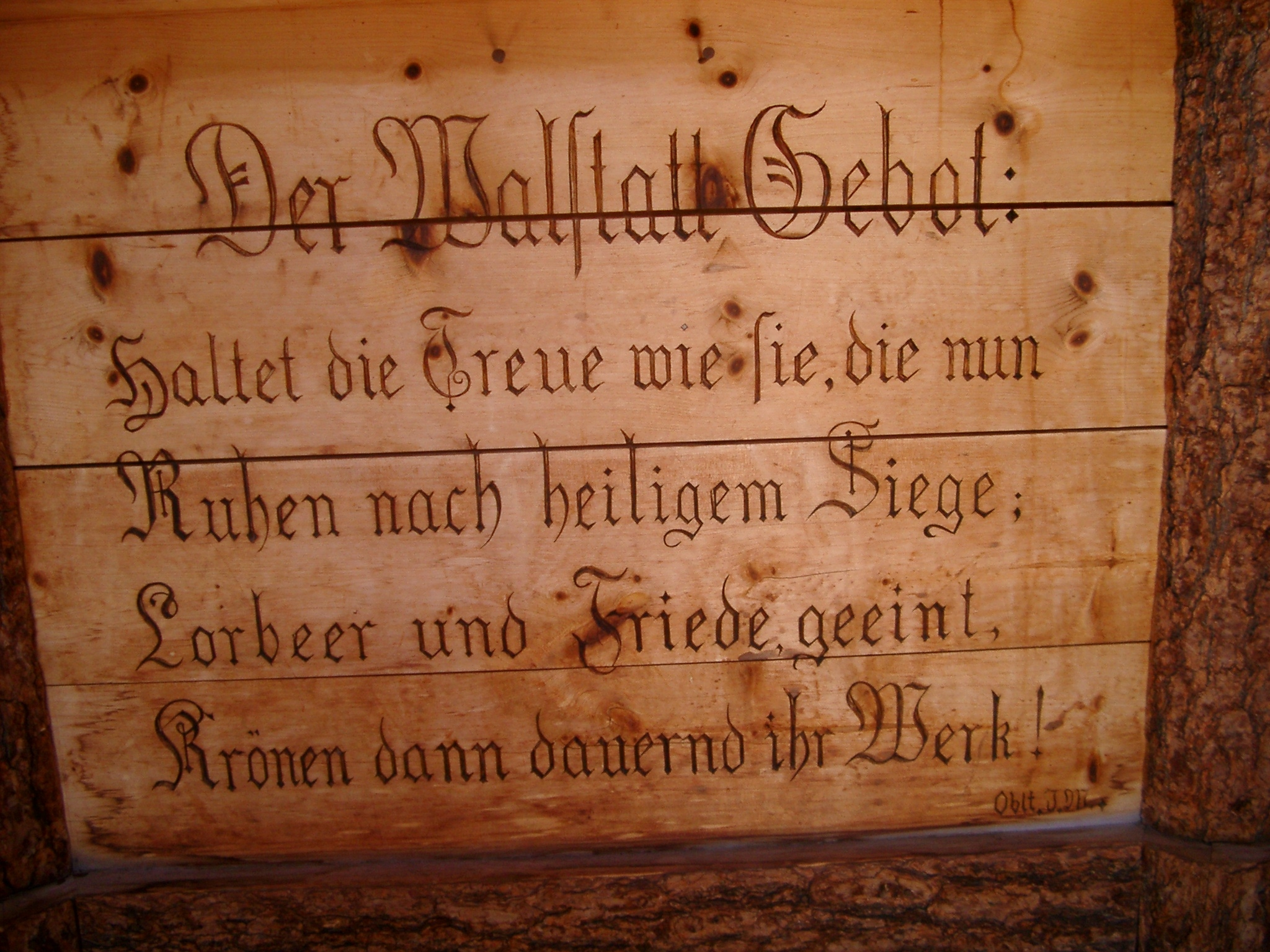
In der Lagazuoi-Kapelle